# Ivor Pink
Sir Ivor Thomas Montague Pink, KCMG (* 9. September 1910; † 28. Januar 1966) war ein britischer Diplomat, der unter anderem 1954 bis 1958 Assistierender Unterstaatssekretär im Außenministerium (Foreign Office) zwischen 1958 und 1961 Botschafter des Vereinigten Königreichs in Chile sowie zwischen 1961 und 1963 Gesandter beziehungsweise von 1963 bis 1965 Botschafter in Ungarn war.

## Leben
Ivor Thomas Montague Pink, Sohn von Leonard Montague Pink und dessen Ehefrau Ethel Montague Pink, trat am 15. Oktober 1934 als Dritter Sekretär (Third Secretary) in den Diplomatischen Dienst (Diplomatic Service) des Außenministeriums (Foreign Office) ein und wurde während seiner darauf folgenden Verwendungen am 4. Januar 1940 rückwirkend zum 15. Oktober 1939 zum Zweiten Sekretär (Second Secretary) befördert. Er war unter anderem zwischen 1948 und 1949 stellvertretender Politischer Repräsentant in Japan und wurde am 22. Juni 1950 rückwirkend zum 31. Januar 1948 zum diplomatischen Beamten des sechsten Grades (Officer of His Majesty's Foreign Service, Sixth Grade) befördert. In der Folgezeit war er zwischen 1950 und 1953 stellvertretender Ständiger Vertreter bei der Organisation für wirtschaftliche Zusammenarbeit und Entwicklung (OECD) in Paris und wurde für seine dortigen Verdienste als Stellvertreter der damaligen Ständigen Vertreter bei der OECD, Sir Edmund Hall-Patch (1948 bis 1952) beziehungsweise Sir Hugh Ellis-Rees (1952 bis 1960) am 1. Juni 1953 als Companion des Order of St Michael and St George (CMG) ausgezeichnet. woraufhin er von 1953 bis 1954 als Senior Civilian Instructor am Imperial Defence College (IDC) in London unterrichtete.
Im Anschluss wechselte Pink ins Außenministerium und war dort zwischen 1954 und 1958 Leiter der Unterabteilung für die Vereinten Nationen und Konsularangelegenheiten (Assistant Under-Secretary for Foreign Affairs, U.N.O. and Consular). Am 17. April 1958 wurde er als Nachfolger von Sir Charles Empson zum Botschafter des Vereinigten Königreichs in Chile ernannt und verblieb auf diesem diplomatischen Posten in Santiago de Chile bis 1961, woraufhin Sir David Scott Fox seine dortige Nachfolge antrat. Zugleich übernahm er am 24. April 1959 auch den Posten als Generalkonsul für die Republik Chile. Am 6. September 1961 wurde er als Nachfolger von Sir Nicolas Cheetham zunächst Gesandter in Ungarn und wurde schließlich am 2. Dezember 1963 zum ersten Botschafter in Ungarn berufen. Er hatte dieses Amt bis 1965 inne und wurde daraufhin von Sir Alexander Morley abgelöst. Während seiner dortigen Verwendung wurde er zum 8. Juni 1963 für seine Verdienste als Knight Commander des Order of St Michael and St George (KCMG) geadelt, wodurch er fortan den Namenszusatz „Sir“ führte.
Ivor Pink heiratete am 17. Juni 1950 Dora Elizabeth Tottenham (1919–2011), die, nachdem ihr älterer Bruder Charles John Tottenham (1913–2006) ihren Onkel mütterlicherseits 1969 als 8. Marquess of Ely beerbt hatte, 1973 durch Royal Warrant of Precedence in den protokollarischen Rang der Tochter eines Marquess mit dem Höflichkeitsprädikat Lady erhoben wurde. Aus der Ehe von Sir Ivor Pink und Lady Dora Elizabeth Tottenham ging die Tochter Celia Elizabeth Pink (* 1952) hervor.